# Manuel António de Moura
Manuel António de Moura (Vila Flor, 22 de março de 1838 - Porto, 8 de dezembro de 1921) foi um pintor e restaurador português.

## Biografia
Manuel António de Moura nasceu em Vila Flor, região de Trás-os-Montes e Alto Douro, a 22 de Março de 1838.
Entrou para o curso de Pintura Histórica na Academia Portuense de Belas-Artes.
Como estudante, participou em 1866 e 1869 nas IX e X Exposição Trienal da Academia e depois de ter concluído o cursos associou-se à XII Exposição Trienal.
Em 1893 participou na exposição do Grupo do Salão, realizada no Palácio de Cristal, tendo obtido o 1.º Prémio Visconde da Trindade (medalha de ouro) com a obra "Cristo Crucificado" e, atualmente, pertencente ao acervo artístico da Santa Casa da Misericórdia do Porto.
É da sua autoria a recuperação da tela flamenga quinhentista "Fons Vitae", pertencente à Santa Casa da Misericórdia do Porto e uma das obras de arte mais importantes da cidade do Porto.
Para além deste trabalho de restauro, reabilitou três óleos quinhentistas de Diogo Teixeira (dos cinco que compunham o primitivo retábulo da Igreja da Misericórdia), a imagem de Nossa Senhora da Misericórdia (1885), restaurou a cópia do quadro de Santa Maria de Cortona pertencente à Ordem Terceira de S. Francisco, e recuperou ainda um retrato de D. Carlos, que fora danificado durante a Revolta de 31 de Janeiro de 1891.
Notabilizou-se também como retratista sendo da sua autoria o famoso retrato de D. Antónia Adelaide Ferreira (1811-1896), mais conhecida por a "Ferreirinha" ou "Ferreirinha-da-Régua".
Os seus trabalhos encontram-se disseminados por várias instituições como o Museu Municipal Dr.ª Berta Cabral, o museu da Faculdade de Belas Artes da Universidade do Porto, a Santa Casa da Misericórdia de Mirandela e algumas coleções privadas.
Manuel António de Moura era pai do pintor Tomaz de Moura (1873-1955) e avô do pintor e restaurador Abel de Moura (1911-2003).
Faleceu na cidade do Porto a 8 de dezembro de 1921.